# Isfrid Kayser
Isfrid Kayser, ursprünglich Laurentius Antonius Kayser (* 13. März 1712 in Türkheim an der Wertach; † 1. März 1771 im Kloster Marchtal) war ein deutscher Komponist, Organist und Angehöriger des Prämonstratenser-Ordens in der Übergangszeit vom Barock zur Klassik.

## Leben und Wirken
Isfrid Kayser war der Sohn des Dorforganisten und Schulmeisters Franciscus Kayser und seiner Frau Anna aus Türkheim. Er bekam seine erste musikalische Unterweisung von seinem Vater. Er ging im Jesuitengymnasium in München zur Schule. Später trat er als Novize in die Prämonstratenser-Reichsabtei Obermarchtal ein. Dort legte er am 25. Mai 1732 seine Profess ab und feierte 19. Mai 1737 seine Primiz (erste Amtshandlung als Priester). 
Das Marchtaler Kloster war eines aus der Gruppe von schwäbischen Klöstern, hauptsächlich Prämonstratenser und Benediktiner, in denen im 18. Jahrhundert die Musikpflege einen besonders hohen Rang einnahm; hier gibt es ab Herbst 1737 schriftliche Belege einer 15 Jahre dauernden Schaffensperiode von Isfrid Kayser. Schon bald hatte er den Ruf eines Caesar unter den »Phonascos« von Schwaben. In dem genannten Kloster wurde er im Jahr 1741 zum Musikdirektor ernannt und behielt dieses Amt für etwa zehn Jahre. Ab etwa 1750 wirkte er als Gemeindepfarrer für die umliegenden Dörfer, nämlich für Obermarchtal 1741–1743, Sauggart 1750 und 1761, Seekirch 1754–1758 und Kirchbierlingen 1758. 1761 kehrte er nach Marchtal zurück und wurde dort im Jahr 1763 Subprior. Es gibt auch Belege für eine vorübergehende Tätigkeit als Kaplan und Kooperator, zumindest in den Jahren 1764 bis 1769, in der Stadt Munderkingen (heute Alb-Donau-Kreis). Im Frühjahr 1771 starb Kayser im Kloster Marchtal.
In seiner großen Schaffensphase von 1737 bis 1752 verfasste Kayser eine Reihe von musikdramatischen Stücken für das Schultheater des Augustiner-Chorherrenstifts »zu den Wengen« in Ulm, die zeitgeschichtlich höchst aktuell waren; die Texte stammten größtenteils von dem Prämonstratenser-Mitglied Gregor Trautwein (1711–1785). Musikhistoriker vermuten, dass er in dem Ulmer Wengenkloster eine gewisse Zeit als Gast lebte und auch mit dem Münsterorganisten Conrad Michael Schneider Kontakt hatte. Kayser lieferte musikdramatische Beiträge für das Jesuitenkolleg in Augsburg 1737, das Prämonstratenser-Reichsstift Rot an der Rot 1743 und 1746, die Congregatio Latina Major des Münchner Jesuitenkollegs 1747, und zwar für deren szenisch gestaltete Fastenmeditationen, außerdem für die Jesuitenbühne in Dillingen, für das Theater der Stadt Biberach 1755 und für das heimatliche Klostertheater in Marchtal. Hier wurde das Bühnenleben vor allem von Kaysers musikbegabtem Dichter und Mitbruder Sebastian Sailer geprägt.
Als Marie-Antoinette und ihr Gefolge auf ihrer Brautreise von Wien nach Paris sich vom 1. auf den 2. Mai 1770 im Reichsstift Rot aufhielten, kam es zu einem Höhepunkt der Prachtentfaltung; hier wurde Sailers Gedicht »Beste Gesinnungen schwäbischer Herzen« als Kantate aufgeführt. Dabei ist der Anteil von Isfrid Kayser an dieser Komposition ebenso ungeklärt wie sein Anteil an den vielen weiteren Singspielen, die seinerzeit in Marchtal zur Aufführung kamen. Der gesamte Klosterbesitz mit allen Musikalien, darunter auch die Periochen der Singspiele ging nach der Säkularisation im Jahr 1806 an das Fürstenhaus Thurn und Taxis.
Die Brüder von Isfrid Kayser, Norbert (1708–1765), Balthasar (* 1710) und Konrad (1714–1769) waren ebenfalls Angehörige des Prämonstratenser- bzw. Benediktinerordens und haben bei vielen Aktivitäten Isfrids mitgewirkt.

## Bedeutung
Isfrid Kayser nimmt unter den verschiedenen Tonschöpfern des südwestdeutsch-katholischen Kulturraums eine herausragende Stellung ein. Die französisch beeinflussten Prämonstratenser-Klöster in Marchtal, Rot an der Rot und Schussenried sowie das Benediktinerkloster Zwiefalten übten mit ihrer kulturellen Ausstrahlung auf die oberschwäbischen und damals vorderösterreichischen Städte und Landgemeinden einen nachhaltigen Einfluss auf die Geschichte der Familie von Isfrid Kayser aus. Sein  kirchenmusikalisches Gesamtwerk gründet sich weitgehend auf das Vorbild der Benediktiner Valentin Rathgeber und Marianus Königsperger; deren Werke wurden durch den Augsburger Verlag Lotter vermittelt. Kayser schließt sich direkt an die genannten mit seinem Opus 2 »Methodo facili, et moderna elaboratae« an. Königsperger stellt Kayser in eine Reihe mit Franz Xaver Brixi und Jan Zach, deren Werken er „alle Unvergänglichkeit“ wünscht.
Mehr als Zach bevorzugte Kayser die konsequente melodische Einheitlichkeit. Mit dieser erreichte er stilistische Homogenität und formale Geschlossenheit, gerade in den Orchesterfiguren seiner Vespersätze. Wenn Rathgeber sein Hauptaugenmerk auf facilitas, brevitas und soavitas legt (Leichtigkeit in der Ausführung, Kürze und Wohlklang), so zeichnet sich die Kirchenmusik Kaysers durch gravitas aus (großes Gewicht). In seinen drei Cembalo-Parthien greift Kayser rhythmische Anregungen von Conrad Michael Schneider auf, beispielsweise den 5/8-Takt in der Passepied seiner Parthia I. 

## Werke
- Messen (obligate Besetzung stets mit 2 Violinen und Basso continuo)
  - VI. Missae für Sopran, Alt, Tenor und Bass sowie 2 Hörner / Trompeten ad libitum op. 2, Rieger, Augsburg 1743
  - Missa solemnis C-Dur für Sopran, Alt, Tenor und Bass
  - Missa C-Dur für Sopran, Alt, Tenor und Bass sowie 2 obligate Trompeten (thematischer Katalog Lambach 1768, S. 23)
  - Missa C-Dur für Sopran, Alt, Tenor und Bass sowie 2 Trompeten und 2 Posaunen ad libitum (ebenda)
  - Missa D-Dur für Sopran, Alt, Tenor und Bass sowie 3 Posaunen (ebenda)
  - Missa D-Dur für Sopran, Alt, Tenor und Bass sowie 2 Trompeten (ebenda)
  - Missa B-Dur für Sopran, Alt, Tenor und Bass sowie 2 Trompeten (ebenda)
  - Missa Sancti Wenceslai d-Moll für Sopran, Alt, Tenor und Bass sowie 2 Trompeten
- Kantaten und geistliche Arien (obligate Besetzung stets mit 2 Violinen und Basso continuo)
  - Cantatae sacrae complectens Arias XVIII. cum recitativis, et alleluja plerisque anni festivitatibus für Singstimme, Streicher und Orgel [op. 1], München / Augsburg [um 1741]
  - »Amavit eum Dominus« G-Dur für Tenor
  - »Avete sancti martyres« A-Dur für Tenor
  - »Fulgens gemma« A-Dur
  - »Huc montes oculi« g-Moll für Sopran
  - »O acerba vis« Es-Dur für Altstimme
  - »O Jesu mi« A-Dur für Sopran
  - »Pro quanta gloria« G-Dur für Bass
  - »quid gemis o homo« F-Dur für Sopran
  - »Sursum corda« B-Dur für Sopran
  - »Tormenta parate« D-Dur für Bass
- Offertorien (obligate Besetzung stets mit 2 Violinen und Basso continuo)
  - XII. Offertoria solemnia de Communi Sanctorum für Sopran, Alt, Tenor und Bass sowie 2 Hörnern oder Trompeten, und Pauken ad libitum op. 5, 1. Teil, Rieger, Augsburg 1748
  - XII. Offertoria solemnia breviora de Communi Sanctorum, una cum VIII. Benedictionibus für Sopran, Alt, Tenor und Bass sowie 2 Hörnern oder Trompeten, und Pauken ad libitum op. 6, 2. Teil, Rieger, Augsburg 1750
- Vespern und Vesperpsalmen (obligate Besetzung stets mit 2 Violinen und Basso continuo)
  - Psalmi longiore, et breves in Vesperas de dominica, B. V. M., apostolis etc. et sabbatho, distributi, cum reliquis psalmis, per annum ocurentibus, ac antiphonis Marianis für Sopran, Alt, Tenor und Bass sowie 2 Hörnern oder Trompeten, und Pauken ad libitum op. 3, Rieger, Augsburg 1746
  - III. Vesperae cum consuetis antiphonis für Sopran, Alt, Tenor, Bass und teilweise obligate Viola sowie  2 Hörnern oder Trompeten, und Pauken ad libitum op. 7, Rieger, Augsburg 1754
  - Confitebor C-Dur für Sopran, Alt, Tenor und Bass sowie 2 Trompeten oder Hörner, und Pauken
  - Dixit Dominus C-Dur für Singstimmen, 2 Trompeten oder Hörner, und Pauken
  - Domine ad adjuvandum C-Dur für Sopran, Alt, Tenor und Bass sowie 2 Trompeten oder Hörner, und Pauken (Abschriften aus op. 3)
  - In exitu Israel D-Dur für Sopran, Alt, Tenor und Bass
  - Jubilate omnis terra G-Dur für 4 Singstimmen, 2 Violinen, Viola und Orgel
  - Vesperae C-Dur für Sopran, Alt, Tenor und Bass sowie 2 Trompeten oder Hörner, und Pauken
  - Vesperae A-Dur für Sopran, Alt, Tenor und Bass sowie 2 Trompeten
- Antiphonen (obligate Besetzung stets mit 2 Violinen und Basso continuo)
  - »Alma redemptoris mater« F-Dur für Tenorsolo, Sopran, Alt und Bass (Abschrift aus op. 3)
  - »Alma redemptoris mater« F-Dur für Sopran, Alt, Tenor und Bass
  - »Alma redemptoris mater« G-Dur für Alt, entspricht op. 14 Nr. 2 von Königsperger, bei Lotter, Augsburg 1750
  - »Ave Regina« F-Dur für Sopran, Alt, Tenor und Bass
  - »Regina caeli« C-Dur für Sopran, Alt, Tenor und Bass
  - »Salve Regina« (I) F-Dur für Sopran, Alt, Tenor und Bass
  - »Salve Regina« (II) F-Dur für Sopran, Alt, Tenor und Bass
  - »Salve Regina« A-Dur für Sopran, Alt, Tenor und Bass sowie obligate Viola
  - »Salve Regina« B-Dur für Sopran, Alt, Tenor und Bass
- Bühnenwerke. Uraufführung in Ulm im Augustiner-Chorherrenstift Zu den Wengen, wenn nicht anders angegeben; Musik verschollen; Periochen sind erhalten.
  - »Theodorus, der erste König in Korsika gekrönt«, Herbst 1737 in Ulm
  - »Augurium auguri pessimum«, 15. Dezember 1737 im Jesuitenkolleg Augsburg
  - »Graf von Bonneval«, 1738 in Ulm
  - »Ripperdia seu perfida punita […] Die in Duc De Ripperdia gestraffte Untreu«, 1. September 1737 in Ulm
  - »Dolocorukii seu Ambitio punita […] Der in den Kneesen Dolocoruki gestraffte Ehrgeiß«, 6. September 1740 in Ulm
  - »Der Heilige Johann von Nepomuck […] Triumph des Sacramentalischen Stillschweigen«, 1741 in Ulm
  - »Der Neun-Jährige Hannibal«, 1. September 1744 in Ulm
  - »Rudimenta Crucis […] Laurentius«, 3. September 1745 in Ulm
  - »Mendacium vindicatum […] Die bestraffte Lug«, 5. September 1746 in Ulm
  - »Praeceptum amoris […] Meditatio II: Diliges ex toto corde tuo«, Fastenzeit 1747 im Jesuitenkolleg München
  - »Corona incorrupta […] Celsus, ein heydnischer Knab«, 5. September 1747 in Ulm
  - »Providentia seu Scanderbegus Puer […] Der junge Scanderbeg«, 4. September 1748 in Ulm
  - »Moeringerus restitutus […] Moeringer der Edle, in sein Eigenthum zuruckkehrende Pilgram«, 2. September 1749 in Ulm
  - »Margarita evangelica […] Das Evangelische Perlein, gefunden von B. Jacobo Alemanno«, 31. August 1751 in Ulm
  - »Titus, ein edler Japoneser«, 31. August 1752 in Ulm
  - »Vergiffte, ja öffters Todt bringende Frucht zu grosser Kinder-Lieb, verkostet von Stilicone und Eucherio«, September 1755 im Theater Biberach
  - »Magnus Mogol«, 4. September 1759 im Kloster Marchtal
  - »Nao-Tsinus, Primus Aulae Sinicae Minister«, 1. September 1761 im Kloster Marchtal
- Instrumentalmusik
  - Concors digitorum discordia, seu III. Parthiae clavi-cimbalo accomodatae, in discipulorum acque, ac instructorum usum et utilitatem elaboratae op. 4, bei Rieger, Augsburg 1746
  - Rigaudon B-Dur für Klavier
  - Sonata Es-Dur für Cembalo (Abschrift aus op. 4).

## Ausgaben (Auswahl)
- Ouverture (op. 4, III/1). In: Musik des oberschwäbischen Barock. Hrsg. von Ulrich Siegele. Berlin/Darmstadt [1952, 2/1954], Verlag Merseburger, S. 5–7.

## Hörbeispiel
- Concerto aus Parthia No. 1 in D-Dur. Gespielt von Siegfried Gmeiner, Ulm, an der Orgel der Klosterkirche Roggenburg.